# Cuernavaca, Morelos
 Cuernavaca  (nahuatl -  Cuauhnáhuac, „lângă copaci”) este capitala statului mexican Morelos. Este, de asemenea, capitala municipalității Cuernavaca.
Cuernavaca are o populație de 341.029 de locuitori, fapt care îl situează ca al 49-lea oraș ca mărime din Mexic, dar cu o populație de aproape 800.000 de locuitori, în zona sa metropolitană extinsă, din jurul cu municipalității Cuernavaca, statul Morelos, se situează pe locul al 17-lea pe lista celor mai mari zone metropolitane din Mexic.
În lunile august și septembrie, orașul sărbătorește târgul său anual. Acesta se desfășoară în zona cunoscută ca Tlaltenango, care se întinde pe câțiva kilometri și este situată pe bulevardul Emiliano Zapata. Acest eveniment anual, care începe oficial pe 1 septembrie, este mult mai mult decât o simplă sărbătoare, este un omagiu adus Fecioarei Maria, precum  și Nașterii Domnului. În spaniolă Virgen de la Natividad, Fecioara Maria este cunoscută și sub numele de Fecioara Minunilor, în spaniolă Virgen de los Milagros

## Nume
Numele actual de Cuernavaca este un produs derivat din toponimul limbii nahuatl Cuauhnāhuac și înseamnă „înconjurat de sau aproape de copaci.” Numele originar din nahuatl a fost apoi hispanizat la Cuernavaca. Conchistadorul Hernán Cortés l-a numit Coadnabaced, în scrisorile sale adresate către Carol al V-lea, un împărat de atunci, al Sfântului Imperiu Roman, în timp ce Bernal Díaz del Castillo a folosit numele Cuautlavaca în cronicile sale.

## Istoric
Cunoscut ca „orașul primăverii eterne” datorită temperaturii sale practic constante de 27 °C, a fost întotdeauna o destinație de vacanță pentru locuitorii văii Mexico City, începând de la regii azteci și spanioli, care au adăugat valoare istorică orasul. De fapt, aici este posibil să găsiți exemple de culturi antice aztece, precum și palate coloniale precum Palacio de Cortés. Orașul are o serie de școli de limbi străine și găzduiește vizitatori din întreaga lume, care călătoresc acolo pentru a studia limba spaniolă.
Stema municipiului se bazează pe emblema pictografică precolumbiană a orașului care înfățișează un trunchi de copac (cuahuitl) cu trei ramuri, cu frunziș și patru rădăcini colorate în roșu. Există o tăietură în trunchi sub formă de gură, din care iese un sul de vorbire, reprezentând probabil limba nahuatl și prin extensie sufixul locativ -nāhuac, adică „aproape.”

## Înfrățirea cu alte orașe
- Denver, statul  Colorado (1983)
- Acapulco, (2010)